# Wahlkreis Casarano (Camera dei deputati)
Der Wahlkreis Casarano war von 1993 bis 2005 ein Wahlkreis (italienisch collegio elettorale) für die Wahl der Abgeordnetenkammer.

## Wahlkreisgebiet
Der Wahlkreis umfasste 11 Gemeinden: Alezio, Alliste, Casarano, Gallipoli, Matino, Melissano, Parabita, Racale, Supersano, Taviano und Tuglie.

## Wahlergebnisse

### Parlamentswahl 1994

#### Direktstimmen
| Kandidaten               | Kandidaten                   | Parteien                                          | Stimmen | %    |
| ------------------------ | ---------------------------- | ------------------------------------------------- | ------- | ---- |
|                          | Massimo D’Alemagewählt       | Progressisti                                      | 24.018  | 34,8 |
|                          | Lorenzo Emilio Ria           | Patto per l’Italia                                | 20.908  | 30,3 |
|                          | Massimo Basurto              | Polo del Buon Governo (FI – AN – CCD – UdC – PLD) | 20.652  | 29,9 |
|                          | Ruggero Francesco De Matteis | Democrazia e Solidarietà                          | 2.339   | 3,4  |
|                          | Nicola Brunetti              | Rinascita Salentina                               | 1.098   | 1,6  |
| Gesamt                   | Gesamt                       | Gesamt                                            | 69.015  | 100  |
|                          |                              |                                                   |         |      |
| Ungültige Stimmen        | Ungültige Stimmen            | Ungültige Stimmen                                 | 6.645   | 8,8  |
| Wähler                   | Wähler                       | Wähler                                            | 75.660  | 77,9 |
| Wahlberechtigte          | Wahlberechtigte              | Wahlberechtigte                                   | 97.075  |      |
|                          |                              |                                                   |         |      |
| Quelle: Innenministerium |                              |                                                   |         |      |

#### Listenstimmen
| Parteien                             | Parteien                        | Parteien                           | Stimmen | %    |
| ------------------------------------ | ------------------------------- | ---------------------------------- | ------- | ---- |
|                                      | Progressisti                    | Partito Democratico della Sinistra | 18.284  | 28,0 |
| Partito della Rifondazione Comunista | Progressisti                    | 3.180                              | 4,9     |      |
| Partito Socialista Italiano          | Progressisti                    | 1.797                              | 2,8     |      |
| Federazione dei Verdi                | Progressisti                    | 1.562                              | 2,4     |      |
| Alleanza Democratica                 | Progressisti                    | 431                                | 0,7     |      |
| La Rete                              | Progressisti                    | 317                                | 0,5     |      |
| ↳ Gesamt                             | Progressisti                    | 25.571                             | 39,1    |      |
|                                      | Patto per l’Italia              | Partito Popolare Italiano          | 11.998  | 18,4 |
| Patto Segni                          | Patto per l’Italia              | 5.381                              | 8,2     |      |
| ↳ Gesamt                             | Patto per l’Italia              | 17.379                             | 26,6    |      |
|                                      | Polo del Buon Governo           | Alleanza Nazionale                 | 15.081  | 23,1 |
|                                      | Lista Marco Pannella            | Lista Marco Pannella               | 2.593   | 4,0  |
|                                      | Programma Italia                | Programma Italia                   | 1.978   | 3,0  |
|                                      | Socialdemocrazia per le Libertà | Socialdemocrazia per le Libertà    | 849     | 1,3  |
|                                      | Democrazia e Solidarietà        | Democrazia e Solidarietà           | 508     | 0,8  |
|                                      | Rinascita Salentina             | Rinascita Salentina                | 508     | 0,8  |
|                                      | Lega d’Azione Meridionale       | Lega d’Azione Meridionale          | 250     | 0,4  |
|                                      | Alleanza Popolare               | Alleanza Popolare                  | 242     | 0,4  |
|                                      | Solidarietà e Progresso         | Solidarietà e Progresso            | 143     | 0,2  |
|                                      | Unione Popolare                 | Unione Popolare                    | 85      | 0,1  |
|                                      | Alleanza di Programma           | Alleanza di Programma              | 80      | 0,1  |
|                                      | Utopia                          | Utopia                             | 74      | 0,1  |
| Gesamt                               | Gesamt                          | Gesamt                             | 65.341  | 100  |
|                                      |                                 |                                    |         |      |
| Ungültige Stimmen                    | Ungültige Stimmen               | Ungültige Stimmen                  | 10.318  | 13,6 |
| Wähler                               | Wähler                          | Wähler                             | 75.659  | 77,9 |
| Wahlberechtigte                      | Wahlberechtigte                 | Wahlberechtigte                    | 97.075  |      |
|                                      |                                 |                                    |         |      |
| Quelle: Innenministerium             |                                 |                                    |         |      |

### Parlamentswahl 1996

#### Direktstimmen
| Kandidaten               | Kandidaten             | Parteien            | Stimmen | %    |
| ------------------------ | ---------------------- | ------------------- | ------- | ---- |
|                          | Massimo D’Alemagewählt | L’Ulivo             | 38.077  | 55,8 |
|                          | Luciano Sardelli       | Polo per le Libertà | 30.218  | 44,2 |
| Gesamt                   | Gesamt                 | Gesamt              | 68.295  | 100  |
|                          |                        |                     |         |      |
| Ungültige Stimmen        | Ungültige Stimmen      | Ungültige Stimmen   | 6.109   | 8,2  |
| Wähler                   | Wähler                 | Wähler              | 74.404  | 74,4 |
| Wahlberechtigte          | Wahlberechtigte        | Wahlberechtigte     | 99.973  |      |
|                          |                        |                     |         |      |
| Quelle: Innenministerium |                        |                     |         |      |

#### Listenstimmen
| Parteien                                          | Parteien                             | Parteien                             | Stimmen | %    |
| ------------------------------------------------- | ------------------------------------ | ------------------------------------ | ------- | ---- |
|                                                   | Polo per le Libertà                  | Forza Italia                         | 14.183  | 21,1 |
| Alleanza Nazionale                                | Polo per le Libertà                  | 10.987                               | 16,4    |      |
| CCD – CDU                                         | Polo per le Libertà                  | 6.899                                | 10,3    |      |
| ↳ Gesamt                                          | Polo per le Libertà                  | 32.069                               | 47,7    |      |
|                                                   | L’Ulivo                              | Partito Democratico della Sinistra   | 22.275  | 33,2 |
| Popolari per Prodi (PPI – SVP – PRI – UD – Prodi) | L’Ulivo                              | 3.617                                | 5,4     |      |
| Rinnovamento Italiano                             | L’Ulivo                              | 2.159                                | 3,2     |      |
| Federazione dei Verdi                             | L’Ulivo                              | 911                                  | 1,4     |      |
| ↳ Gesamt                                          | L’Ulivo                              | 28.962                               | 43,1    |      |
|                                                   | Partito della Rifondazione Comunista | Partito della Rifondazione Comunista | 2.982   | 4,4  |
|                                                   | Lista Pannella – Sgarbi              | Lista Pannella – Sgarbi              | 977     | 1,5  |
|                                                   | Fiamma Tricolore                     | Fiamma Tricolore                     | 850     | 1,3  |
|                                                   | Partito Socialista                   | Partito Socialista                   | 555     | 0,8  |
|                                                   | Gruppo Indipendente Libertà          | Gruppo Indipendente Libertà          | 346     | 0,5  |
|                                                   | Mani Pulite                          | Mani Pulite                          | 150     | 0,2  |
|                                                   | Ambientalisti                        | Ambientalisti                        | 139     | 0,2  |
|                                                   | Lega d’Azione Meridionale            | Lega d’Azione Meridionale            | 138     | 0,2  |
| Gesamt                                            | Gesamt                               | Gesamt                               | 67.168  | 100  |
|                                                   |                                      |                                      |         |      |
| Ungültige Stimmen                                 | Ungültige Stimmen                    | Ungültige Stimmen                    | 7.238   | 9,7  |
| Wähler                                            | Wähler                               | Wähler                               | 74.406  | 74,4 |
| Wahlberechtigte                                   | Wahlberechtigte                      | Wahlberechtigte                      | 99.973  |      |
|                                                   |                                      |                                      |         |      |
| Quelle: Innenministerium                          |                                      |                                      |         |      |

### Parlamentswahl 2001

#### Direktstimmen
| Kandidaten               | Kandidaten             | Parteien           | Stimmen | %    |
| ------------------------ | ---------------------- | ------------------ | ------- | ---- |
|                          | Massimo D’Alemagewählt | L’Ulivo            | 38.204  | 51,5 |
|                          | Alfredo Mantovano      | Casa delle Libertà | 33.666  | 45,4 |
|                          | Leonardo Tunno         | Fiamma Tricolore   | 870     | 1,2  |
|                          | Pantaleo Gianfreda     | Lista Di Pietro    | 839     | 1,1  |
|                          | Roberto Mancuso        | Lista Emma Bonino  | 622     | 0,8  |
| Gesamt                   | Gesamt                 | Gesamt             | 74.201  | 100  |
|                          |                        |                    |         |      |
| Ungültige Stimmen        | Ungültige Stimmen      | Ungültige Stimmen  | 4.968   | 6,3  |
| Wähler                   | Wähler                 | Wähler             | 79.169  | 76,0 |
| Wahlberechtigte          | Wahlberechtigte        | Wahlberechtigte    | 104.181 |      |
|                          |                        |                    |         |      |
| Quelle: Innenministerium |                        |                    |         |      |

#### Listenstimmen
| Parteien                               | Parteien                             | Parteien                             | Stimmen | %    |
| -------------------------------------- | ------------------------------------ | ------------------------------------ | ------- | ---- |
|                                        | Casa delle Libertà                   | Forza Italia                         | 18.591  | 26,8 |
| Alleanza Nazionale                     | Casa delle Libertà                   | 13.618                               | 19,6    |      |
| CCD – CDU                              | Casa delle Libertà                   | 2.655                                | 3,8     |      |
| Nuovo PSI                              | Casa delle Libertà                   | 701                                  | 1,0     |      |
| ↳ Gesamt                               | Casa delle Libertà                   | 35.565                               | 51,2    |      |
|                                        | L’Ulivo                              | Democratici di Sinistra              | 13.220  | 19,0 |
| La Margherita (Dem – PPI – RI – Udeur) | L’Ulivo                              | 10.537                               | 15,2    |      |
| Il Girasole (FdV – SDI)                | L’Ulivo                              | 2.031                                | 2,9     |      |
| Partito dei Comunisti Italiani         | L’Ulivo                              | 644                                  | 0,9     |      |
| ↳ Gesamt                               | L’Ulivo                              | 26.432                               | 38,1    |      |
|                                        | Partito della Rifondazione Comunista | Partito della Rifondazione Comunista | 2.415   | 3,5  |
|                                        | Lista Di Pietro                      | Lista Di Pietro                      | 2.195   | 3,2  |
|                                        | Lista Emma Bonino                    | Lista Emma Bonino                    | 1.031   | 1,5  |
|                                        | Fiamma Tricolore                     | Fiamma Tricolore                     | 835     | 1,2  |
|                                        | Democrazia Europea                   | Democrazia Europea                   | 682     | 1,0  |
|                                        | Lega d’Azione Meridionale            | Lega d’Azione Meridionale            | 181     | 0,3  |
|                                        | Paese Nuovo                          | Paese Nuovo                          | 62      | 0,1  |
|                                        | Abolizione Scorporo                  | Abolizione Scorporo                  | 29      | 0,0  |
| Gesamt                                 | Gesamt                               | Gesamt                               | 69.427  | 100  |
|                                        |                                      |                                      |         |      |
| Ungültige Stimmen                      | Ungültige Stimmen                    | Ungültige Stimmen                    | 9.763   | 12,3 |
| Wähler                                 | Wähler                               | Wähler                               | 79.190  | 76,0 |
| Wahlberechtigte                        | Wahlberechtigte                      | Wahlberechtigte                      | 104.181 |      |
|                                        |                                      |                                      |         |      |
| Quelle: Innenministerium               |                                      |                                      |         |      |

### Nachwahl 2004
Die Wahl fand am 24. Oktober statt.
| Kandidaten                  | Kandidaten         | Parteien           | Stimmen | %    |
| --------------------------- | ------------------ | ------------------ | ------- | ---- |
|                             | Lorenzo Riagewählt | L’Ulivo            | 30.537  | 59,8 |
|                             | Vincenzo Barba     | Casa delle Libertà | 20.490  | 40,2 |
| Gesamt                      | Gesamt             | Gesamt             | 51.027  | 100  |
|                             |                    |                    |         |      |
| Ungültige Stimmen           | Ungültige Stimmen  | Ungültige Stimmen  | 2.502   | 4,7  |
| Wähler                      | Wähler             | Wähler             | 53.529  | –    |
|                             |                    |                    |         |      |
| Quelle: Camera dei deputati |                    |                    |         |      |